# Genderneutraliteit

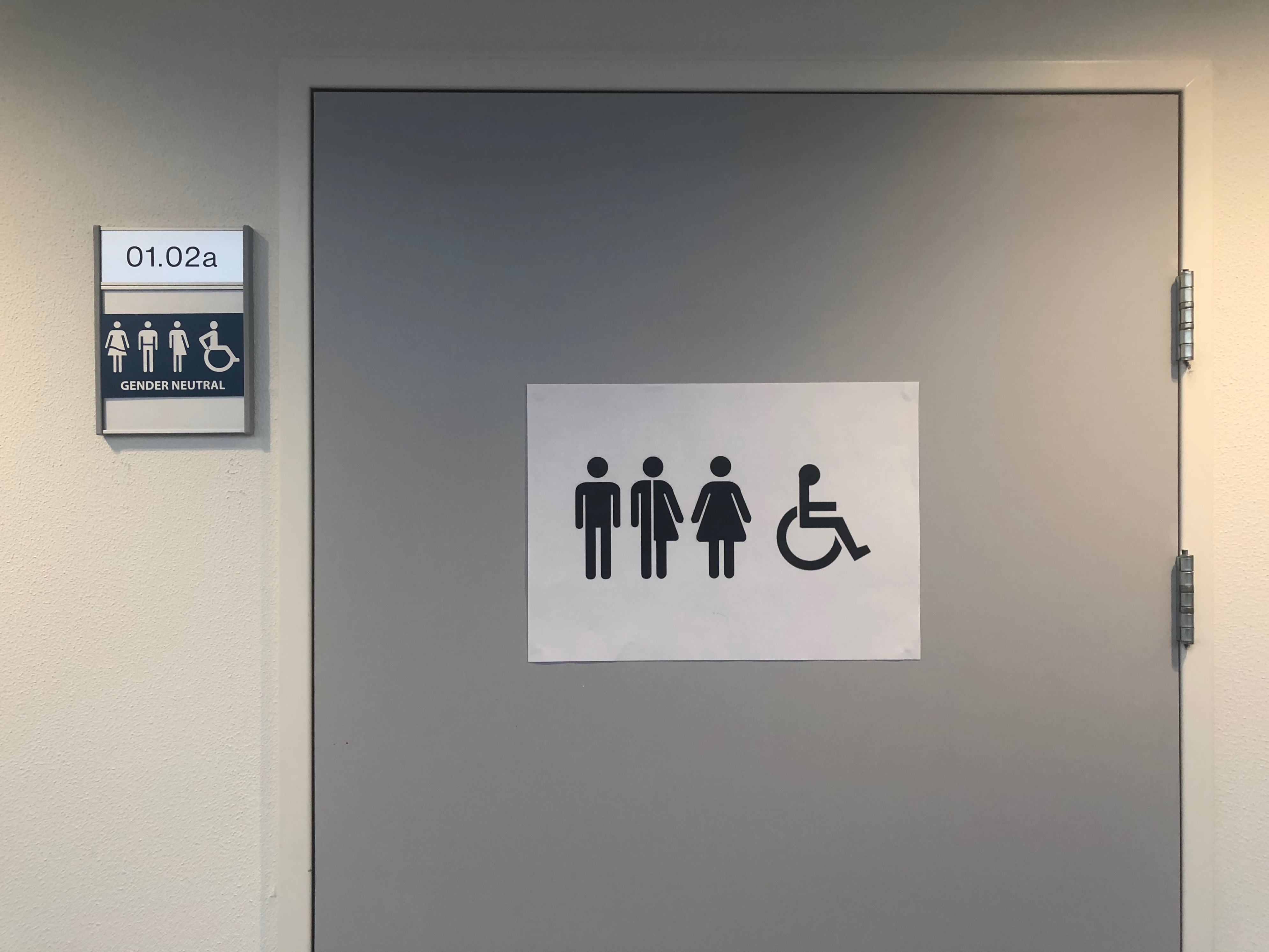
Genderneutraal toilet bij de Universiteitsbibliotheek van Nijmegen

Genderneutraliteit verwijst naar een toestand waarin geen onderscheid wordt gemaakt tussen genders. Men kan bijvoorbeeld spreken van een genderneutrale wereld of een genderneutraal toilet. Naast genderneutraal, wordt ook de term genderinclusiviteit gebruikt.

## Situatie in Nederland
Sinds 1993 is het in Nederland mogelijk dat ouders de keuze voor een geslacht van een pasgeborene met ambivalente geslachtskenmerken uitstellen. Na uiterlijk drie maanden kunnen zij alsnog een keus maken voor de vermelding man of vrouw. Als het geslacht op basis van de kenmerken van de baby dan nog niet kan worden bepaald, kan het kind met de vermelding "X" worden geregistreerd. Van deze mogelijkheid werd tot 2018 slechts zeer zelden gebruik gemaakt.
In 2018 werd op basis van een uitspraak van een rechtbank voor het eerst het geslacht van een persoon die zichzelf genderneutraal beschouwde, in een paspoort veranderd in een X.